# كاتو غليكوفريسي (لاكونيا)
كاتو غليكوفريسي (Κάτω Γλυκόβρυση) هي مدينة في لاكونيا في مقاطعة كينتريكي إلادا في اليونان.